# أولاد حمدون (مالين الواد 2)
أولاد حمدون هو دُوَّار يقع بجماعة تامدروست، إقليم سطات، جهة الدار البيضاء سطات في المملكة المغربية. ينتمي الدوّار لمشيخة مالين الواد 2 التي تضم 4 دواوير. يقدر عدد سكانه بـ 1592 نسمة حسب الإحصاء الرسمي للسكان والسكنى لسنة 2004.

## روابط خارجية
- البوابة الوطنية للجماعات الترابية
- المندوبية السامية للتخطيط